# Shimao
Shimao (石峁; Shímǎo) är en arkeologisk lokal av en neolitisk stad i Shaanxi i Kina. Shimao, som ligger utanför staden Gaojiapu (高家堡) vid Tuweifloden, 40 kilometer sydväst om Shenmu i Yulin prefektur i norra delen av Shaanxi, är den största neolitiska boplatsen i Kina. Staden uppfördes ungefär 2300 f.Kr under sen Longshankultur och var bebodd fram till ungefär 1800 f.Kr under första delen av Xiadynastin då platsen plötsligt övergavs. Fynden vid Shimao utmanar den traditionella uppfattningen att den kinesiska civilisationen utvecklades på den kinesiska centralplatån.
Shimao är en befäst stenstad med stadsmurar och torn strukturerade likt bastioner. Staden är uppbyggd kring en "kejserlig terrasstad", en inre och yttre stad. och upptar mer än 400 hektar Shimaos försvarsmurar har en total längd på ungefär 10 kilometer. I mitten finns en ungefär 70 meter hög pyramid.
Arkeologiska underökningar av Shimao påbörjades i mindre skala 1976. 2011 och 2012 gjordes större systematiska undersökningar. Vid Shimao har en stor mängd artefakter av avancerad konstruktionsteknik såsom jadespadar, väggmålningar, stenskulpturer och keramik hittats.. Rester av alligatorskinn som hittats har sitt ursprung långt söder ifrån. Det har även hittats 70 reliefskulpturer i sten föreställande ormar, monster och halvmänskliga bestar som liknar senare bronsåldersikonografi i Kina.
Vid den östra stadsporten har 80 mänskliga skallar hittats samlade i sex gropar, vilket är det äldsta fyndet av människooffer i Kina. Största delen av offren var unga kvinnor.

## Galleri

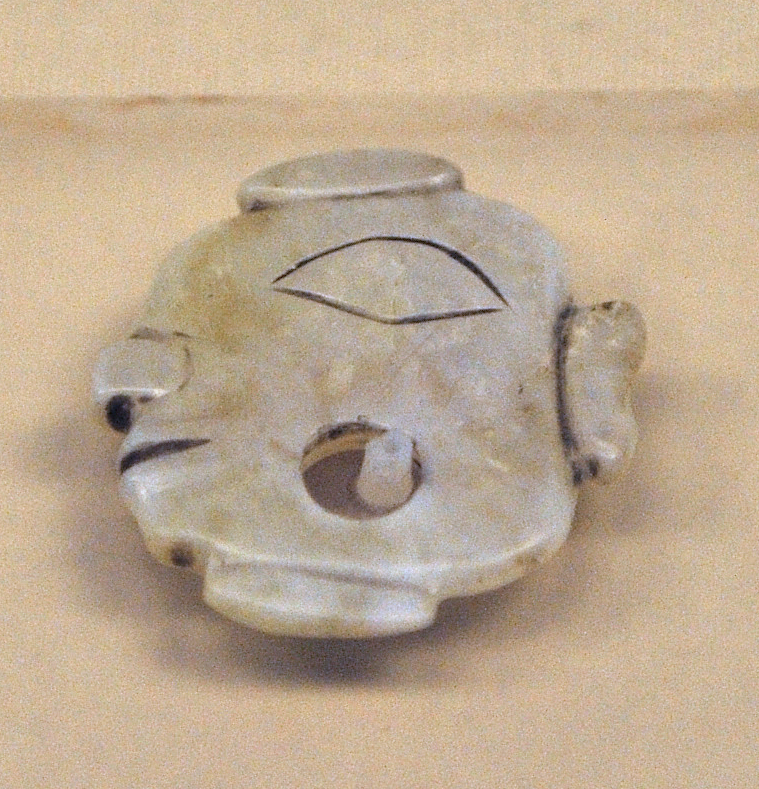
Huvud av jade, på Shaanxis historiska museum.
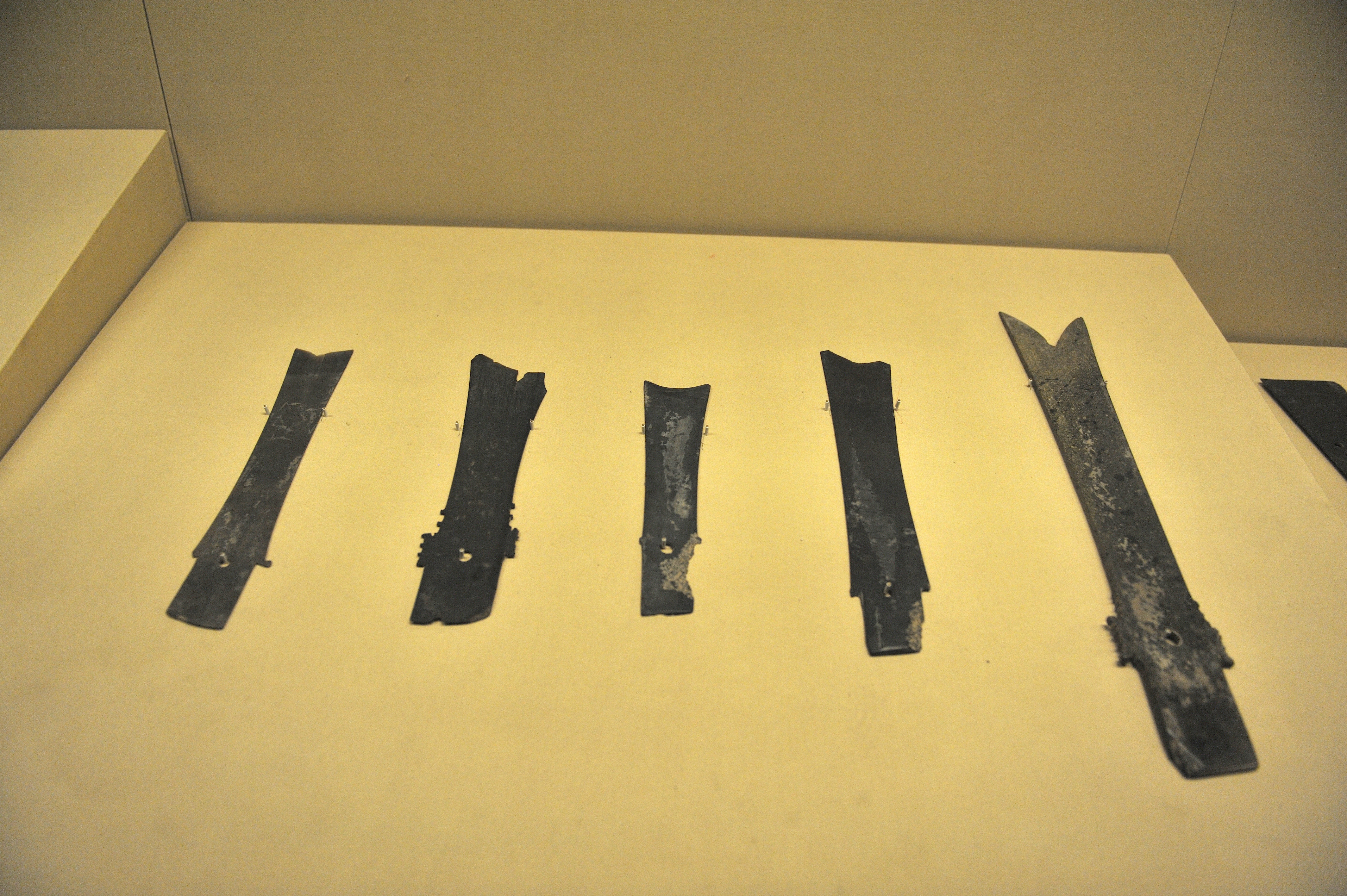
Jadeblad (zhang) på Shaanxis historiska museum.